# Actualités télévisées
Les Actualités télévisées sont le journal télévisé français de RTF Télévision puis de la première chaîne de l'ORTF, créé par Raymond Marcillac et Alain Peyrefitte et diffusé chaque soir à 20 heures du 20 avril 1963 au 19 septembre 1965.

## Historique
S'appuyant sur des sondages réalisés auprès des téléspectateurs, le jeune ministre de l'Information Alain Peyrefitte, avec l'accord du général de Gaulle, entreprend de réformer la RTF pour lui donner davantage d'autonomie, sur le modèle de la BBC, notamment en matière d'information. Il commence donc par réformer le Journal télévisé qui pâtissait depuis de nombreuses années d'un manque de moyens en partie masqué par des présentateurs vedettes comme Léon Zitrone ou Claude Darget. Les images y étaient jusque-là assez rares et l'utilisation d'archives courante, faisant du Journal télévisé une longue suite de lectures de dépêches entrecoupées de quelques images.
Le ministre, sur les conseils d'Édouard Sablier, nomme Raymond Marcillac, alors directeur du service des sports de la télévision, à la sous-direction de l'Actualité télévisée de la RTF en avril 1963 et le charge de mettre en place un nouveau journal télévisé plus professionnel, mieux organisé et dépolitisé, qui réduit la part du commentaire du présentateur, jugée peu utile, au profit de l'image. Raymond Marcillac, extrèmement moderne attire le public dans ses émissions télévisées d'informations dont le sport, par un fond musical nouveau et dynamique. Les enrégistrements de John Coltrane défiles derrière les images et l'ensemble est époustouflant de vivacité sportive stimulante pour les jeunes.
Alain Peyrefitte inaugure le 20 avril 1963 le premier numéro de cette nouvelle formule du journal télévisé, simplement intitulée Actualités télévisées, en présence de Léon Zitrone à qui il demande de « s'effacer devant l'information ». En venant présenter la nouvelle formule du journal, Peyrefitte utilise pour la première fois un nouvel instrument, le prompteur, qui lui permet de lire le texte en donnant l'impression de regarder les téléspectateurs . Claude Darget, qui profitait d'une grande liberté dans sa présentation de l'actualité, refuse cet effacement du présentateur et est écarté en ne manquant pas d'épingler son ancien collègue, Léon Zitrone, qui se plie de meilleur gré à cette nouvelle formule : « Léon Zitrone parle couramment trois langues : le français, le russe et le serve. »  Les Actualités télévisées sont alors présentées chaque soir en alternance par Léon Zitrone, Maurice Séveno, Robert Chapatte et Georges de Caunes.
Le journal est ramené à vingt minutes afin de le faire suivre d'une séquence de dix minutes exposant l'évènement du jour ou de la semaine avec le plus d'images possibles, fournies d'abord par CBS News, puis par les Centres d'actualité télévisée (CAT) de l'ORTF qu'Alain Peyrefitte développe dans chaque région à partir de 1963.
Encensée par le journaux lors de sa mise en place, cette nouvelle formule est de plus en plus critiquée au début de l'année 1965 pour son conformisme et sa monotonie. Il est aussi reproché à Raymond Marcillac ses prises de position publiques en faveur du pouvoir. Édouard Sablier succède alors à Raymond Marcillac en 1965 à la sous-direction de l'Actualité télévisée et révise la formule en accentuant davantage encore la priorité donnée à l'image dans une nouvelle formule du journal télévisé baptisée Télé-Soir et mise à l'antenne le 20 septembre 1965.

## Édition de la mi-journée
L'actualité télévisée de la mi-journée sur la chaîne historique nationale française existe depuis 1949. Au fil des changements à la tête de la direction de la chaîne et de ses rédactions, la formule évolue sensiblement. L'édition de la mi-journée à la télévision sur la première chaîne historique est introduite à partir du mois de novembre 1949; elle ne reprend principalement que les images du journal télévisé du soir diffusée la veille et sans présentateur à l'image mais uniquement accompagnée de commentaires en direct. En 1957, sous l'impulsion de Pierre Sabbagh et Jacques Sallebert alors que l'horaire du journal du soir est fixé à 20 h, l'édition de la mi-journée est désormais diffusée à 13 h 15, sauf le dimanche où elle se tient à 12 heures. Le 20 avril 1963, le journaliste Raymond Marcillac et le ministre Alain Peyrefitte créent les Actualités télévisées avec une édition de la mi-journée, une diffusion qui se prolonge en juillet 1964 sur la même antenne désormais intitulée Première chaîne de l'ORTF. Le 20 septembre 1965, l'émission d'actualités « Télé-Midi » remplace la précédente formule, jusqu'au 2 novembre 1969 où Pierre Desgraupes lance Information Première, de janvier à mars 1972 de 12h45, puis à 13h ensuite, du lundi au vendredi, présentée par Paul Lefevre, Jean-Michel Desjeunes, Jean Lanzi puis Jean-Pierre Elkabbach. Lors des événements de mai 1968, Yves Mourousi réalise sa première interview télévisée en interrogeant Alain Peyrefitte, ministre de l’Éducation nationale. Le 6 novembre 1968, il présente pour la première fois à la radio, le journal de 13 heures de France Inter, après avoir été rédacteur puis rédacteur en chef d’Inter actualités magazine, la tranche d'information de la mi-journée.
Le 11 septembre 1972, Jacqueline Baudrier compose son équipe avec notamment Léon Zitrone, Michel Péricard, Claude Brovelli, Jean-François Robinet et Bernard Volker pour lancer le journal 24 heures sur la Une et son édition de la mi-journée. En 1972, le rédacteur en chef Christian Bernadac sélectionne plusieurs de ses jeunes journalistes de France Inter pour qu'ils produisent et fournissent à la toute nouvelle troisième chaîne de l'ORTF des sujets d'actualités quotidiens intitulés « Inter 3 »; Mourousi est choisi, ainsi que, parmi ses collègues journalistes, Jean-Claude Bourret et Régis Faucon.

## Présentateurs et rédaction
- Léon Zitrone (1963-1965)
- Maurice Séveno (1963-1965)
- Georges de Caunes (1964-1965)
- Robert Chapatte (1963-1965)

### Rédaction
Afin de professionnaliser la rédaction, Raymond Marcillac et Édouard Sablier font appel à des journalistes d'Europe n°1 formés par Maurice Siegel.
- Jean-Louis Guillaud : rédacteur en chef
- François Gerbaud : chef du service des informations générales

## Décor
Le décor des Actualités télévisées, sobre et moderne, tente de récréer l'intérieur d'une salle de presse avec un simple rideau et un pan de mur portant une pendule-calendrier mécanique. Le présentateur est assis devant une table ovale premettant d'accueillir un invité en face de lui.

## Générique
Pour bien marquer la prédominance de l'image, le générique des Actualités télévisées enchaîne plusieurs plans sur des cadreurs et se termine par une antenne sur fond de Tour Eiffel sur laquelle apparaît en lettres blanches le titre. L'indicatif est composé par Maurice Jarre.